# Горчанський національний парк
Горча́нський націона́льний парк (пол. Gorczański Park Narodowy) — національний парк на півдні Польщі. Розташований у  Малопольському воєводстві, на території Лімановського і  Новотаргського повітів. 

## Географія
Займає центральну і північно-східну частину Горчанських гір, які є частиною масиву  Західних Бескид. Парк був створений в 1981 році з площею 23,9 км²; сучасна площа становить 70,3 км², з яких 65,91 км² зайняті лісом, 0,19 км² — внутрішніми водами і 4,18 км² — іншими землями. У парку відсутні великі річки та озера, є тільки невеликі струмки. Вища точка Горчанського парку — гора Турбач (1310 м над рівнем моря). У парку є кілька печер.

## Флора і фауна
На території парку зростає близько 900 видів судинних рослин, 25 видів мохів і 450 видів лишайників. Ліси представлені головним чином ялиною, березою і ялицею. 
У парку мешкають 185 видів хребетних, з яких 21 представлені в Червоній книзі тварин Польщі. Це такі види як: карпатський тритон, тетерук, білоспинний дятел, трипалий дятел, глухар, малий підорлик, беркут, пугач, сова довгохвоста, сичик-горобець, сич волохатий, вовчок лісовий, Пергач північний, північний кожанок , бурий ведмідь, малий підковоніс, вовчок звичайний, кутора мала, рись, вовк і лісовий кіт. Водяться 9 видів кажанів, 130 видів птахів (близько 100 з них гніздяться в парку) і 7 видів земноводних.

## Галерея

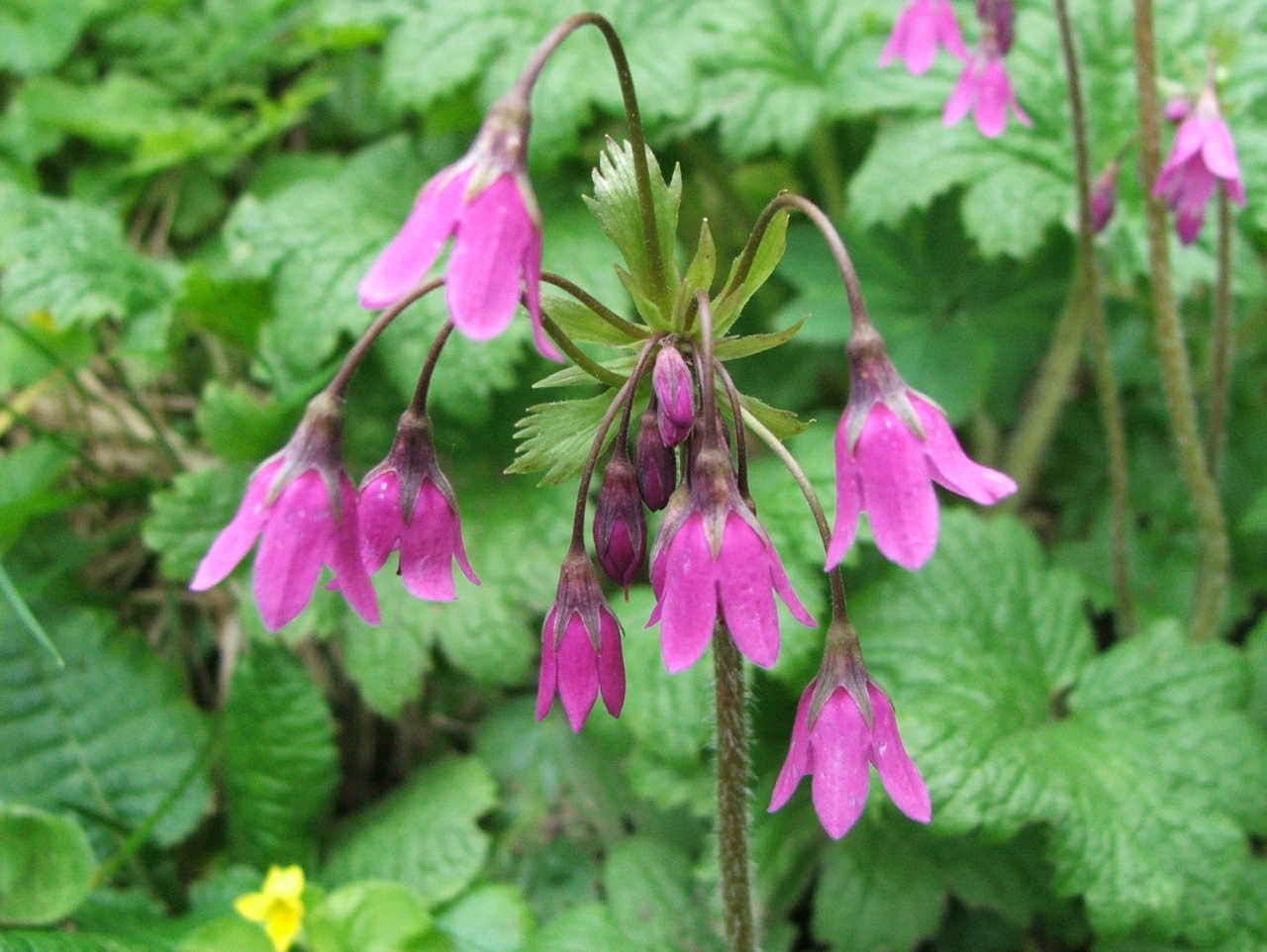
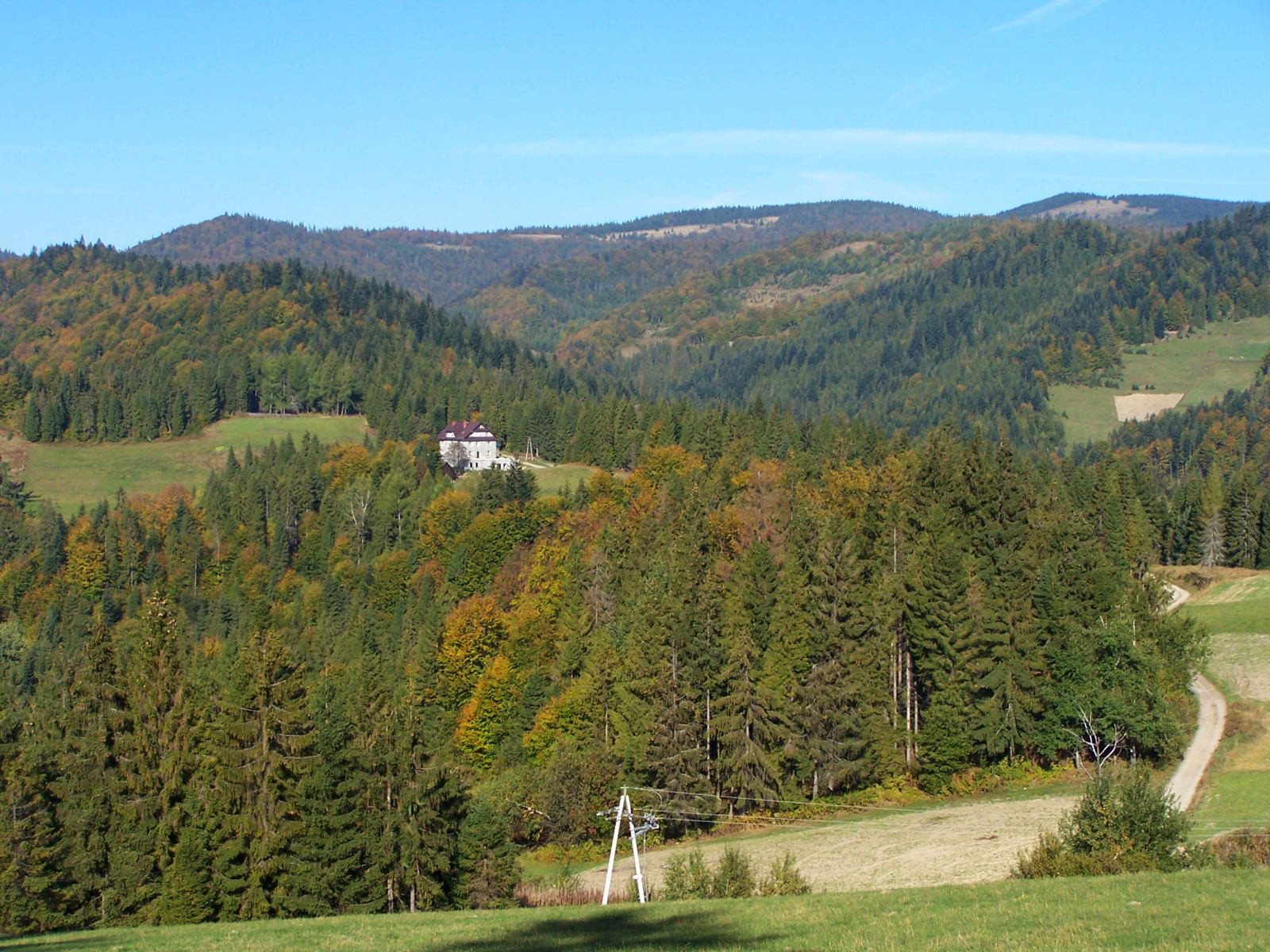
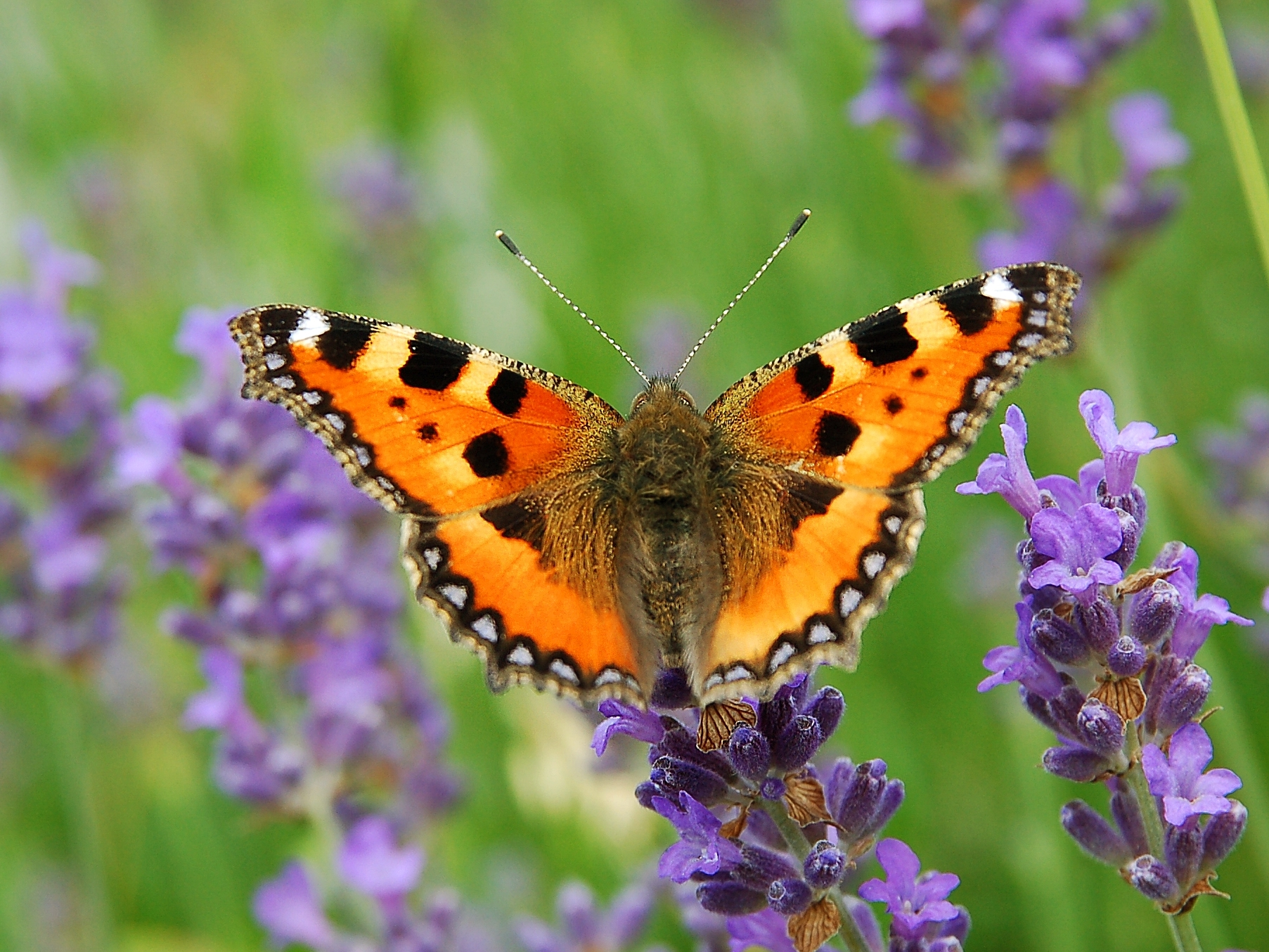
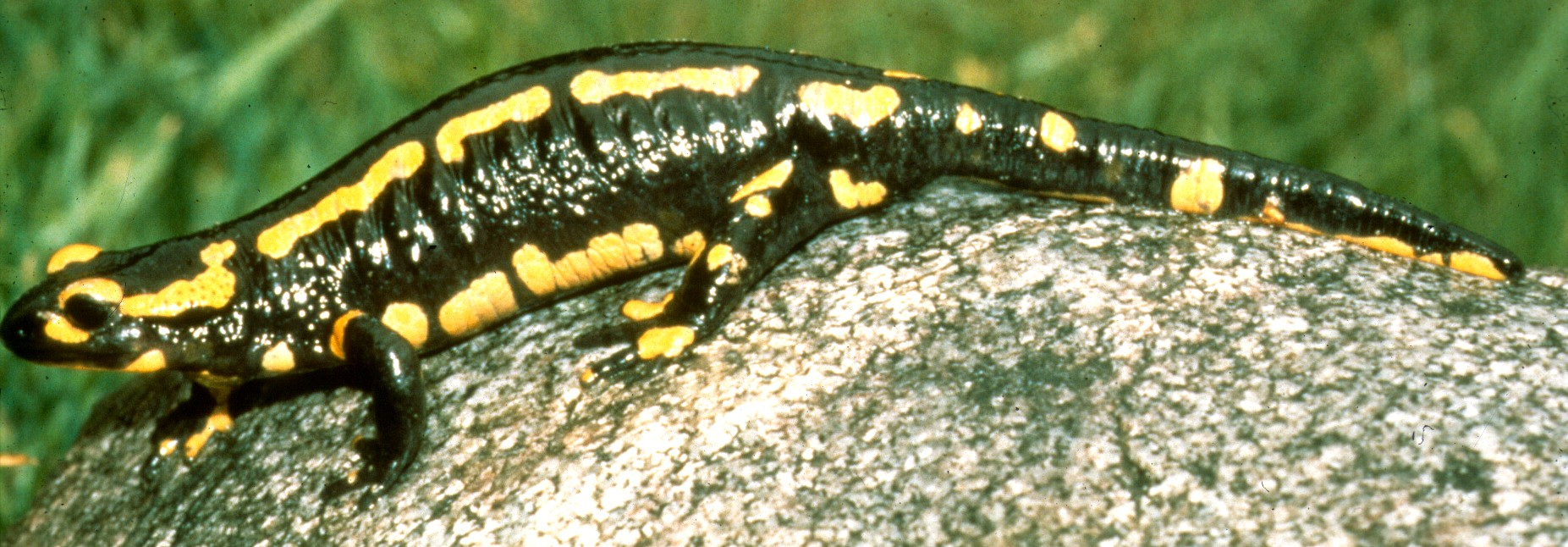
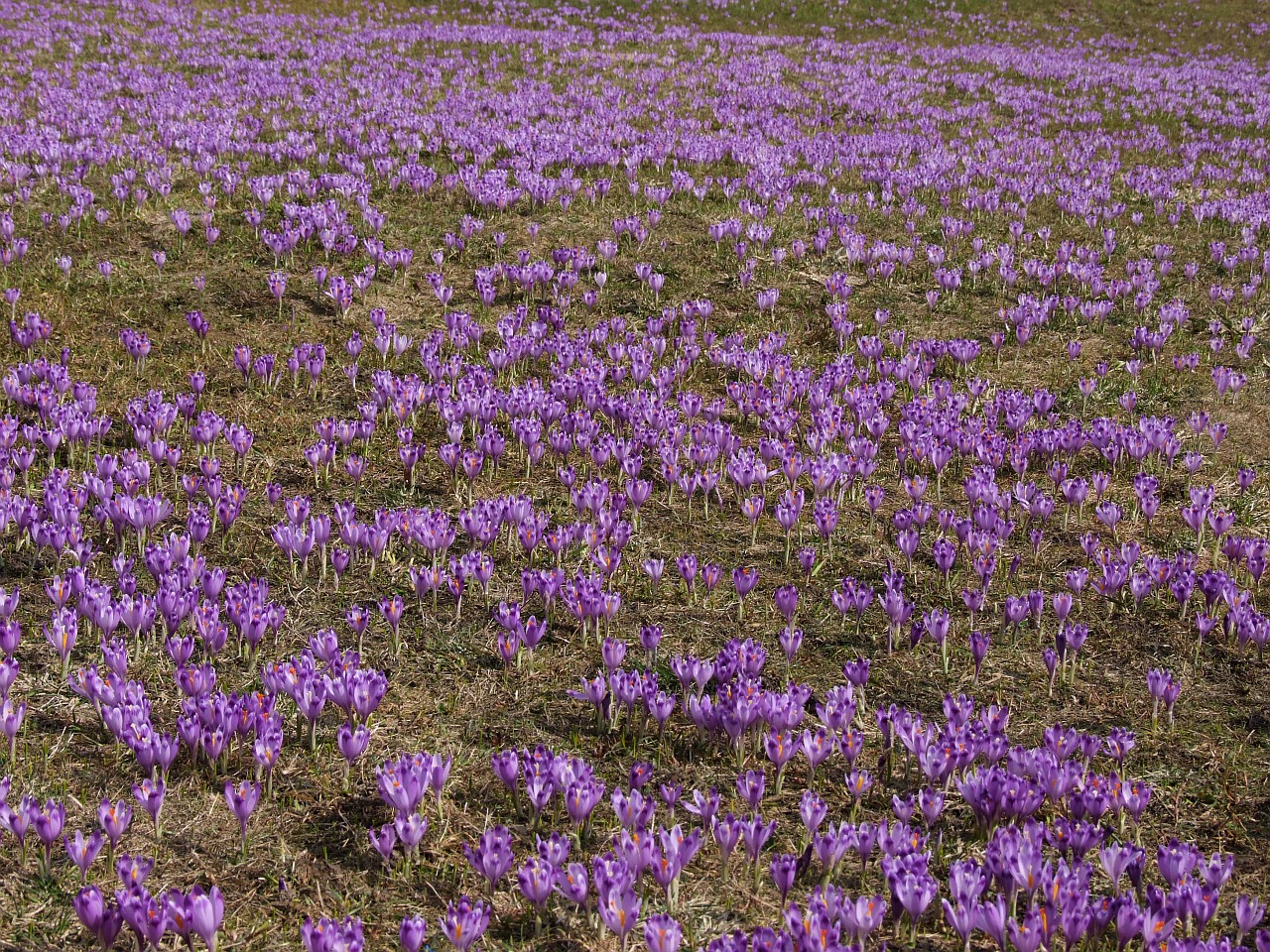
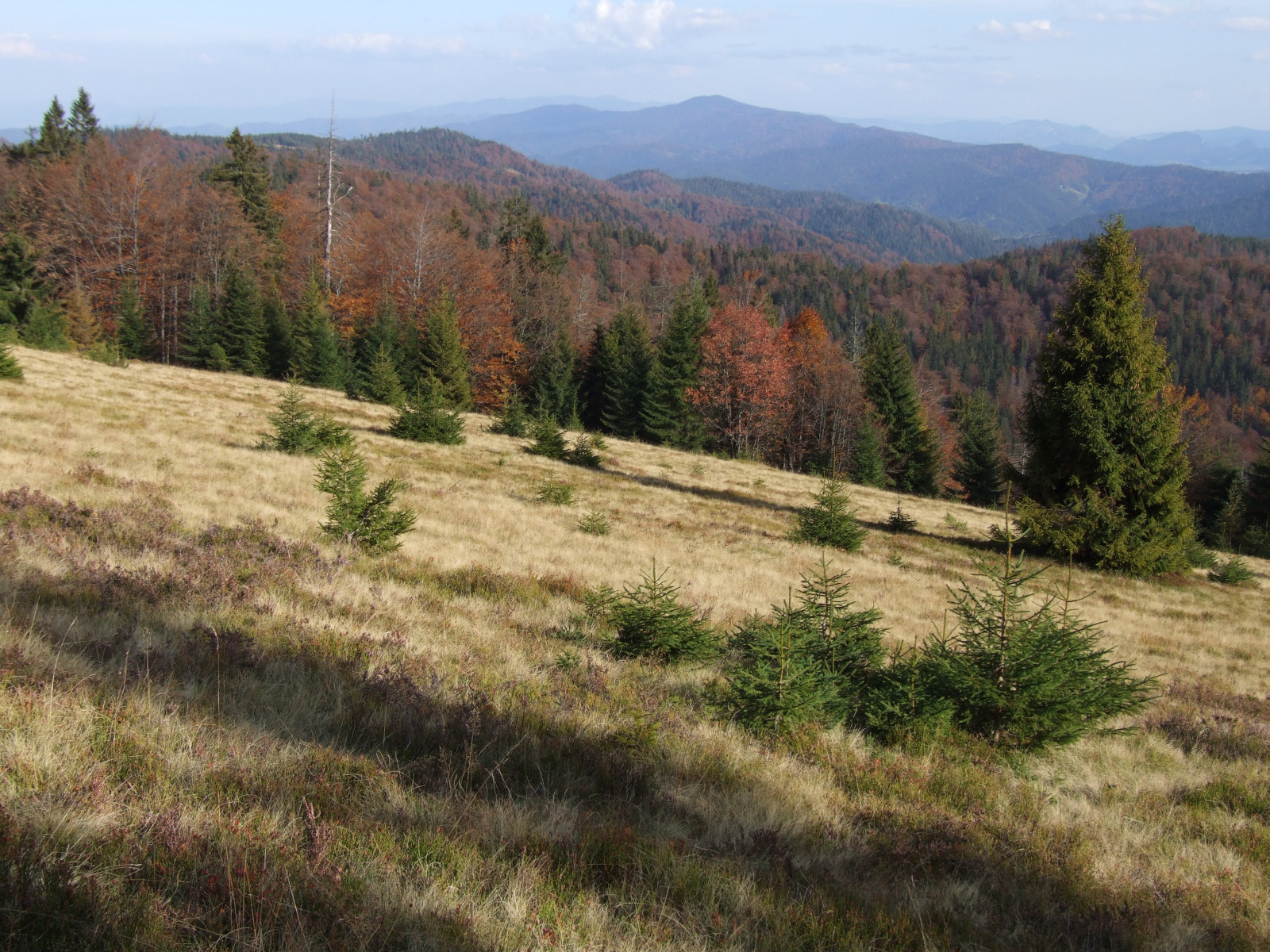
Заростаюча лісом горчанська галявина

## Виноски
1. ↑   [Архівовано 2013-01-09 у Wayback Machine.]Gorczanski National Park University of Adam Mickiewicz, Poland (Uniwersytet im. Adama Mickiewicza w Poznaniu) Polish National Parks 2008 2013 архівовано